# Немченко Євген Костянтинович
Євген Костянтинович Немченко (нар. 3 червня 1906, Алчевськ, Катеринославська губернія, Російська імперія (нині Луганська область) — пом. 9 березня 1970, Ленінград, СРСР) — радянський і російський актор театру і кіно, кінорежисер.

## Біографія
Євген Костянтинович Немченко народився 3 червня 1906 року в Алчевську Катеринославської губернії. З 1922 року працював на шахтах Криворізького залізорудного басейну. У 1931 році став актором Ленінградського червоного театру. У 1935 році закінчив акторський факультет Ленінградського театрального інституту. У 1938 році закінчив школу кіноактора при кіностудії «Ленфільм». Був актором, асистентом режисера і режисером кіностудії «Ленфільм».

## Фільмографія

### Акторські роботи
- 1937 — 1939 — Великий громадянин — Дронов
- 1938 — На кордоні — Усвах
- 1939 — Випадок на полустанку — Жихарєв
- 1941 — Бойова кінозбірка № 2 — солдат (новела «Зустріч») / Янко (новела «Сто за одного») / міліціонер (новела «У старої няні»)
- 1942 — Бойова кінозбірка № 12 (новела «Син бійця») — Кротів, лейтенант
- 1942 — Оборона Царицина — епізод
- 1942 — Секретар райкому — Сєдов
- 1943 — Вона захищає Батьківщину — партизан
- 1944 — Небо Москви — старший лейтенант Соловйов
- 1959 — Гаряча душа

### Режисерські роботи
- 1959 — Гаряча душа
- 1968 — Гроза над Білою (спільно зі Станіславом Чапліним)